# Carl Heinrich Hermann
Carl Heinrich Hermann, född den 6 januari 1802 i Dresden, död den 30 april 1880 i Berlin, var en tysk historiemålare. 
Hermann studerade på akademierna i sin hemstad, München och Düsseldorf, utförde för Bonns universitets aula fresken Teologin, ett av hans friskaste arbeten, och kom, framhjälpt av sin lärare Cornelius, till att utföra större arbeten i München och Berlin (i München fresker från Parsifal på slottet, Kristi himmelsfärd i den protestantiska kyrkan, arbeten för Ludvigskyrkan med mera; i Berlin, där han en kortare tid ledde museumsförhallens freskutsmyckning, 14 stora fresker i Klosterkyrkan et cetera). Hans konst är en representant för Cornelius konstsyn.